# Māzgerd
Māzgerd (persiska: مزاگرد, مارگَز, مازگرد, Mazāgerd) är en ort i Iran.   Den ligger i provinsen Hormozgan, i den sydöstra delen av landet, 1 000 km sydost om huvudstaden Teheran. Māzgerd ligger 896 meter över havet och antalet invånare är 705.
Terrängen runt Māzgerd är platt åt sydost, men åt nordväst är den kuperad.Runt Māzgerd är det ganska glesbefolkat, med 40 invånare per kvadratkilometer. Māzgerd är det största samhället i trakten. Trakten runt Māzgerd är ofruktbar med lite eller ingen växtlighet.